# Komisariat Straży Granicznej „Skarszewy”
Komisariat Straży Granicznej „Skarszewy” – jednostka organizacyjna Straży Granicznej pełniąca służbę ochronną na granicy polsko-gdańskiej w latach 1928–1939. Komisariat znajdował się Skarszewach w budynku naprzeciwko dworca kolejowego przy ul. Dworcowej.

## Formowanie i zmiany organizacyjne
Rozporządzeniem Prezydenta Rzeczypospolitej Polskiej Ignacego Mościckiego z 22 marca 1928 roku, do ochrony północnej, zachodniej i południowej granicy państwa, a w szczególności do ich ochrony celnej, powoływano z dniem 2 kwietnia 1928 roku  Straż Graniczną. 
Rozkazem nr 1 z 29 kwietnia 1929 roku  w sprawie zmian organizacji Pomorskiego Inspektoratu Okręgowego komendant Straży Granicznej płk Jan Jur-Gorzechowski powołał do życia i ustaił organizację komisariatu „Skarszewy”.
Rozkazem nr 12 z 10 stycznia 1930 roku  w sprawie reorganizacji Pomorskiego Inspektoratu Okręgowego komendant Straży Granicznej płk Jan Jur-Gorzechowski ustalił numer i nową organizację komisariatu. 
Rozkazem nr 3/31 zastępcy komendanta Straży Granicznej płk. Emila Czaplińskiego z 5 sierpnia 1931 roku zniesiono posterunek detaszowany „Skaryszewy”.
Rozkazem nr 3 z 29 listopada 1933 roku w sprawach organizacyjnych, komendant Straży Granicznej płk Jan Jur-Gorzechowski przemianował placówki II linii „Dalwin” i Arniki „Dolne” na placówki I linii.
Rozkazem nr 1 z 27 marca 1936 roku  w sprawach [...] zmian w niektórych inspektoratach okręgowych, dowódca Straży Granicznej płk Jan Jur-Gorzechowski utworzył placówkę Straży Granicznej I linii „Skarszewy”.
Rozkazem nr 3 z 27 lipca 1936 roku  w sprawach reorganizacji placówek i zmian przydziałów, komendant Straży Granicznej płk Jan Gorzechowski  zmienił nazwę placówki I linii „Arniki Dolne” na „Wysin”.
Rozkazem nr 13 z 31 lipca 1939 roku w sprawach [...] przeniesienia siedzib i zmiany przydziałów jednostek organizacyjnych, komendant Straży Granicznej gen. bryg. Walerian Czuma wydzielił placówkę I linii „Tczew”  z komisariatu „Gniew” i przydzielił go do komisariatu „Skarszewy”.
We wrześniu 1939 pluton wzmocnienia Komisariatu wszedł w podporzadkowanie dowódcy Oddziału Wydzielonego „Starogard” ppłk. Józefa Trepto, (dowódca 2 pułku szwoleżerów) i walczył na przedpolu jego ugrupowania obronnego w bitwie o Pomorze.

## Służba graniczna
sąsiednie komisariaty
- komisariat Straży Granicznej „Szprudowo” ⇔ komisariat Straży Granicznej „Kartuzy” − 1930

## Działania komisariatu w 1939
30 sierpnia 1939 roku z chwilą ogłoszenia mobilizacji Komisariat SG „Skarszewy” został podporządkowany dowódcy 2 Pułku Szwoleżerów Rokitniańskich. Żołnierze plutonu wzmocnienia zasilili placówki SG: Skarszewy, Sztofrowa Huta, Wysin i Godziszewo. Zadaniem placówek było sygnalizowanie zbliżania się nieprzyjaciela, opóźnianie go i wycofanie na Starogard. Patrole minerskie SG miały zniszczyć mostki na drogach prowadzących z Wolnego Miasta Gdańska. 1 września patrole minerskie dokonały planowych zniszczeń, a placówka SG Godziszewo wzięła do niewoli czterech niemieckich żołnierzy i dwa auta ciężarowe. Następnego dnia wszystkie placówki zostały ściągnięte do Starogardu, skąd rozpoczęły marsz w kierunku Świecia. Od 3 września żołnierze i strażnicy pod dowództwem podporucznika rezerwy Jana Wojnara wycofywali się do Ośrodka Zapasowego Straży Granicznej w Rawie Ruskiej. Od 10 do 18 września podporucznik Wojnar pełnił obowiązki dowódcy plutonu żandarmerii, nie biorąc bezpośredniego udziału w walkach.

## Funkcjonariusze komisariatu
| Kierownicy/komendanci komisariatu | Kierownicy/komendanci komisariatu | Kierownicy/komendanci komisariatu | Kierownicy/komendanci komisariatu |
| stopień                           | imię i nazwisko                   | okres pełnienia służby            | kolejne stanowisko                |
| --------------------------------- | --------------------------------- | --------------------------------- | --------------------------------- |
| komisarz                          | Marian Mutka                      | – 2 V 1939                        | komenda Pom. OSG                  |
| aspirant                          | Jan Wojnas                        | 24 III 1939 –                     |                                   |
| Zastępcy komendanta komisariatu   |                                   |                                   |                                   |
| starszy strażnik                  | Władysław Misiewicz               | 1 V 1939 –                        |                                   |

## Struktura organizacyjna
Organizacja komisariatu w czerwcu 1929:
- komenda − Skarszewy
- placówka Straży Granicznej II linii „Zajączkowo”
  - posterunek informacyjny Straży Granicznej „Czadkowo”
  - posterunek informacyjny Straży Granicznej „Miłobądź”
  - posterunek informacyjny Straży Granicznej „Świetlikowo”
- placówka Straży Granicznej II linii „Skarszewy”
  - posterunek informacyjny Straży Granicznej „Skarszewy”
  - posterunek informacyjny Straży Granicznej „Gołebiewka”
  - posterunek informacyjny Straży Granicznej „Boże Pole”
  - posterunek informacyjny Straży Granicznej „Szczodrowo”
- placówka Straży Granicznej II linii „Arniki Dolne” → w 1936 przeniesiona do Wysina
  - posterunek informacyjny Straży Granicznej „Guzy”
  - posterunek informacyjny Straży Granicznej „Szumles”

Organizacja komisariatu w styczniu 1930:
- komenda − Skarszewy
- placówka Straży Granicznej II linii „Dalwin” → w 1933 przemianowana na placówkę I linii
  - posterunek informacyjny Straży Granicznej „Czadkowo”
  - posterunek informacyjny Straży Granicznej „Miłobądź”
  - posterunek informacyjny Straży Granicznej „Świetlikowo”
- placówka Straży Granicznej II linii „Skarszewy”
  - posterunek informacyjny Straży Granicznej „Skarszewy”
  - posterunek informacyjny Straży Granicznej „Gołebiewka”
  - posterunek informacyjny Straży Granicznej „Boże Pole”
  - posterunek informacyjny Straży Granicznej „Szczodrowo”
- placówka Straży Granicznej II linii „Arniki Dolne” → w 1933 przemianowana na placówkę I linii
  - posterunek informacyjny Straży Granicznej „Guzy”
  - posterunek informacyjny Straży Granicznej „Szumles”

Organizacja komisariatu w 1936:
- komenda − Skarszewy
- placówka Straży Granicznej II linii Skarszewy
- placówka Straży Granicznej I linii Dalwin
- placówka Straży Granicznej I linii Skarszewy
- placówka Straży Granicznej I linii Wysin